# Tále
Tále je chatová oblast, rekreační, turistické a lyžařské středisko v podhůří Nízkých Tater.

## Poloha
Nachází se v katastrálním území obce Bystrá (východně od potoka Bystrianka ) a Horná Lehota (západně od potoka Bystrianka), v západní části Bystré doliny a v jižní části ochranného pásma Národního parku Nízké Tatry.

## Turistika
Poloha střediska a jeho okolí nabízí rozsáhlé možnosti vysokohorské turistiky (východisko pro výstupy na nejvyšší hory pohoří - Ďumbier, Chopok, Dereše ), cykloturistiky, houbaření a vycházek v nízkotatranské přírodě. V zimě jsou k dispozici značené běžecké tratě a zasněžované lyžařské vleky. Přímo ve středisku jsou bohaté možnosti ubytování různých kategorií.
Zajímavosti v okolí: Vajskovská Dolina, Bystrianská jeskyně, Jeskyně mrtvých netopýrů, golfové hřiště a jiné.

## Přístup
- asfaltovou cestou
  - přes Bystrú a Bystrú dolinu
  - přes Dolnú Lehotu a Krpáčovo

### Značené stezky
- po  červené značce
  - z Krpáčova
  - z Mýta pod Ďumbierom
- po  žluté značce na Chopok, Dereše a do obce Mýto pod Ďumbierom